# Edithana Pool
Der Edithana Pool ist ein See im Westen des australischen Bundesstaates Western Australia. 
Der See liegt am Oberlauf des Lyons River westlich von Cobra Bungamall. 